# Polyrhachis rotundiceps
Polyrhachis rotundiceps é uma espécie de formiga do gênero Polyrhachis, pertencente à subfamília Formicinae.